# 翻聲吧！保羅
《翻聲吧！保羅》（英語：One Chance）是一部2013年的英國傳記電影，講述了歌劇演唱家和英國達人秀冠軍保羅·波茨的故事。本電影由大衛·法蘭科執導，賈斯汀·查克漢編劇，並於2013年多倫多國際電影展特別展映單元展映。

## 上映
該影片2013年9月9日在2013年多倫多國際電影節上放映，同年10月25日在電影院正式上映。